# Laurenne Ross
Laurenne Ross nació el 17 de agosto de 1988 en Edmonton (Canadá), aunque de nacionalidad estadounidense, es una esquiadora que tiene 2 podios en la Copa del Mundo de Esquí Alpino.

## Resultados

### Juegos Olímpicos de Invierno
- 2014 en Sochi, Rusia
  - Descenso: 11.ª

### Campeonatos Mundiales
- 2011 en Garmisch-Partenkirchen, Alemania
  - Descenso: 10.ª
  - Super Gigante: 16.ª
  - Combinada: 28.ª
- 2013 en Schladming, Austria
  - Combinada: 11.ª
  - Super Gigante: 26.ª
- 2015 en Vail/Beaver Creek, Estados Unidos
  - Combinada: 14.ª
  - Super Gigante: 15.ª
  - Descenso: 17.ª

### Copa del Mundo

#### Clasificación General Copa del Mundo
| Temporada | Edad | Pos. General | Eslalon | Esl. Gigante | Super Gig. | Descenso | Combinada |
| --------- | ---- | ------------ | ------- | ------------ | ---------- | -------- | --------- |
| 2010^     | 21   | 115          | —       | —            | —          | 46       | —         |
| 2011      | 22   | 40           | —       | —            | 16         | 30       | 22        |
| 2012      | 23   | 49           | —       | —            | 29         | 22       | 28        |
| 2013      | 24   | 26           | —       | —            | 13         | 16       | 20        |
| 2014      | 25   | 80           | —       | —            | —          | 34       | 20        |
| 2015      | 26   | 26           | —       | —            | 18         | 11       | 17        |
| 2016      | 27   |              | —       | —            | 8          | 10       | 16        |

^ solo participó en 4 carreras de Copa del Mundo en la temporada 2010.